# (170906) Coluche
(170906) Coluche est un astéroïde découvert le 9 décembre 2004 par l'astronome Michel Ory depuis l'observatoire Tenagra II, près de Nogales (Arizona, États-Unis),,

## Nom
Sa désignation provisoire était 2004 XC41. Rétrospectivement, il a été trouvé que l'objet identifié comme 2002 ET123 est le même objet.
Il a été nommé en honneur du comédien français Michel Colucci, dit Coluche, humoriste et philanthrope. La citation de l'UAI (Minor Planet Circ. 75549) est :
« Michel Colucci (1944-1986), better known as Coluche, was a French comedian and actor, famous for his irreverent sense of humour. He was one of the first major comedians to regularly use profanities as a source of humor on French television. He was the organiser of a charity called "Les Restos du Coeur". »
 soit en français 

« Michel Colucci (1944-1986), mieux connu sous le nom de Coluche, célèbre pour son sens de l'humour irrévérent. Il fut l'un des premiers grands comédiens à régulièrement utiliser des jurons comme source d'humour à la télévision française. Il était l'organisateur d'une association caritative appelée Les Restos du cœur. »